# Dionisio Gregorio Piacentini
Dionisio Gregorio Piacentini (né en 1684 à Viterbe et mort le 3 décembre 1754 à Velletri) est un philologue et antiquaire italien.

## Biographie
Né en 1684 à Viterbe, il embrassa jeune la vie monastique dans l’Ordre de saint Basile, s’appliqua à l’étude de la langue grecque et des antiquités, et fut appelé à Rome pour y professer le grec ; il se retira ensuite dans la maison de son ordre, à Velletri, où il mourut le 3 décembre 1754.

## Œuvres
- Epitome græcæ paleographiæ, et de recta græci sermonis pronunciatione Dissertatio, Rome, 1735, in-4°. Cet ouvrage est à la fois un abrégé et un supplément de la Paléographie du P. de Montfaucon. Dans la première partie, l’auteur expose son sentiment sur l’origine et les progrès de l’écriture grecque ; il y a joint le tableau des diverses formes des lettres et l’indication des principales bibliothèques qui renferment des manuscrits grecs. Dans la seconde partie, divisée en six chapitres, il traite de la prononciation.
- Diatriba de sepulcro Benedicti IX, in templo monasterii Cryptæ ferratæ (Grotta ferrata) detecto, in qua ejusdem pontificis pius obitus vindicatur, etc., ibid., 1747, in-4° ;
- Commentarium græcæ pronunciationis, notis in veteres inscriptiones, et in alias nunc primum editas, locupletatum, ibid., 1751, in-4°. Il adressa cet ouvrage au P. Friedrich von Reiffenberg, qui, sous le nom de Myrtibius Sarpedo, avait lu à l’Académie d'Arcadie une critique de son système sur la prononciation de la langue grecque ; et après avoir réfuté son contradicteur, il appuie de nouvelles preuves les principes qu’il avait posés précédemment.
- De sigillis veterum Græcorum, et de Tusculano Ciceronis, nunc Crypta ferrata disceptatio, ibid., 1757, in-4°. Cet ouvrage, plein de recherches et d’érudition, ne parut qu’après la mort de l’auteur.